# Galleria d'arte moderna (Genova)
La Galleria d'arte moderna - GAM è uno dei musei che fanno parte del polo museale di Nervi, quartiere del comune di Genova.
Inaugurata nel 1928, ha sede in via Capolungo 3, all'interno dei parchi comunali, nella cinquecentesca villa Saluzzo Serra e comprende parte della collezione Wolfson (The Wolfson Collection) proveniente dalla vicina galleria Wolfsoniana.

## Descrizione
Le opere d'arte - sia scultoree che pittoriche - raccolte al piano terra e nei due piani superiori della galleria nerviese sono articolate sulla base di un nucleo di pregiati pezzi artistici donati dal principe Oddone Eugenio Maria di Savoia. Tale nucleo base è stato poi arricchito con il frutto di lasciti successivi e recenti campagne di acquisizione.
La sede della galleria - nella quale vengono organizzate anche mostre estemporanee a tema - ospita oltre duemilasettecento tra sculture, pitture, incisioni e disegni. 
Tutto il materiale - raccolto a partire dal 1850 - è databile tra l'inizio dell'Ottocento e l'epoca contemporanea.
Tra gli artisti rappresentati figurano fra gli altri Ernesto Rayper, Tammar Luxoro, Pompeo Mariani, Cesare Viazzi (La ragazza delle ciliegie un gioiello di campagna), Rubaldo Merello, Angiolo Del Santo, Renato Guttuso (Contadini al lavoro), Filippo de Pisis (L'archeologo), Francesco Messina (Pugilatore in riposo alle corde) (Ofelia), Arturo Martini (La Convalescente), Aligi Sassu (La mattanza), Arturo Tosi (La mietitura, 1935), Giuseppe Amisani (Cleopatra lussuriosa)

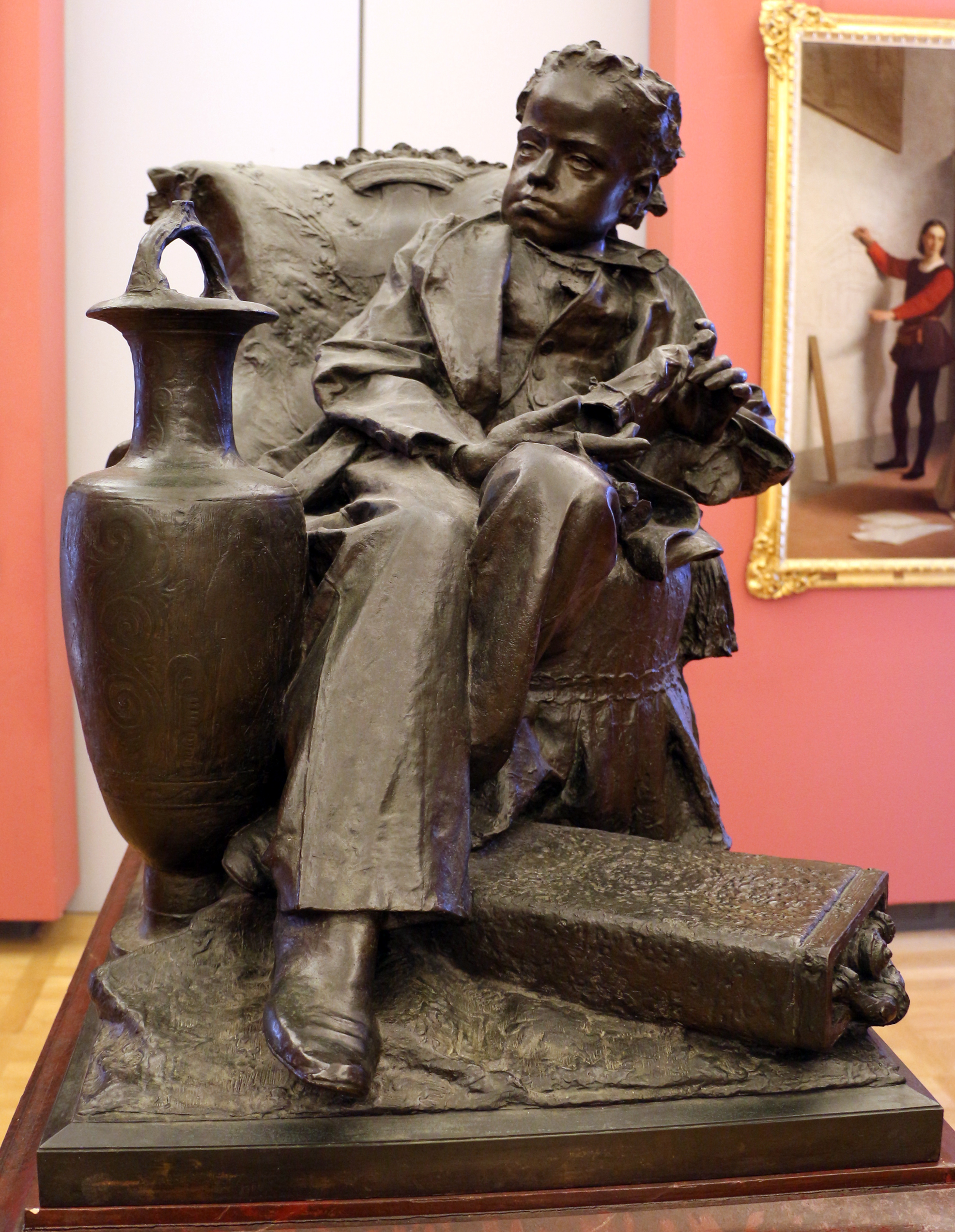
Antonio Orazio Quinzio, S.a.r. il principe Odone di Savoia, 1891
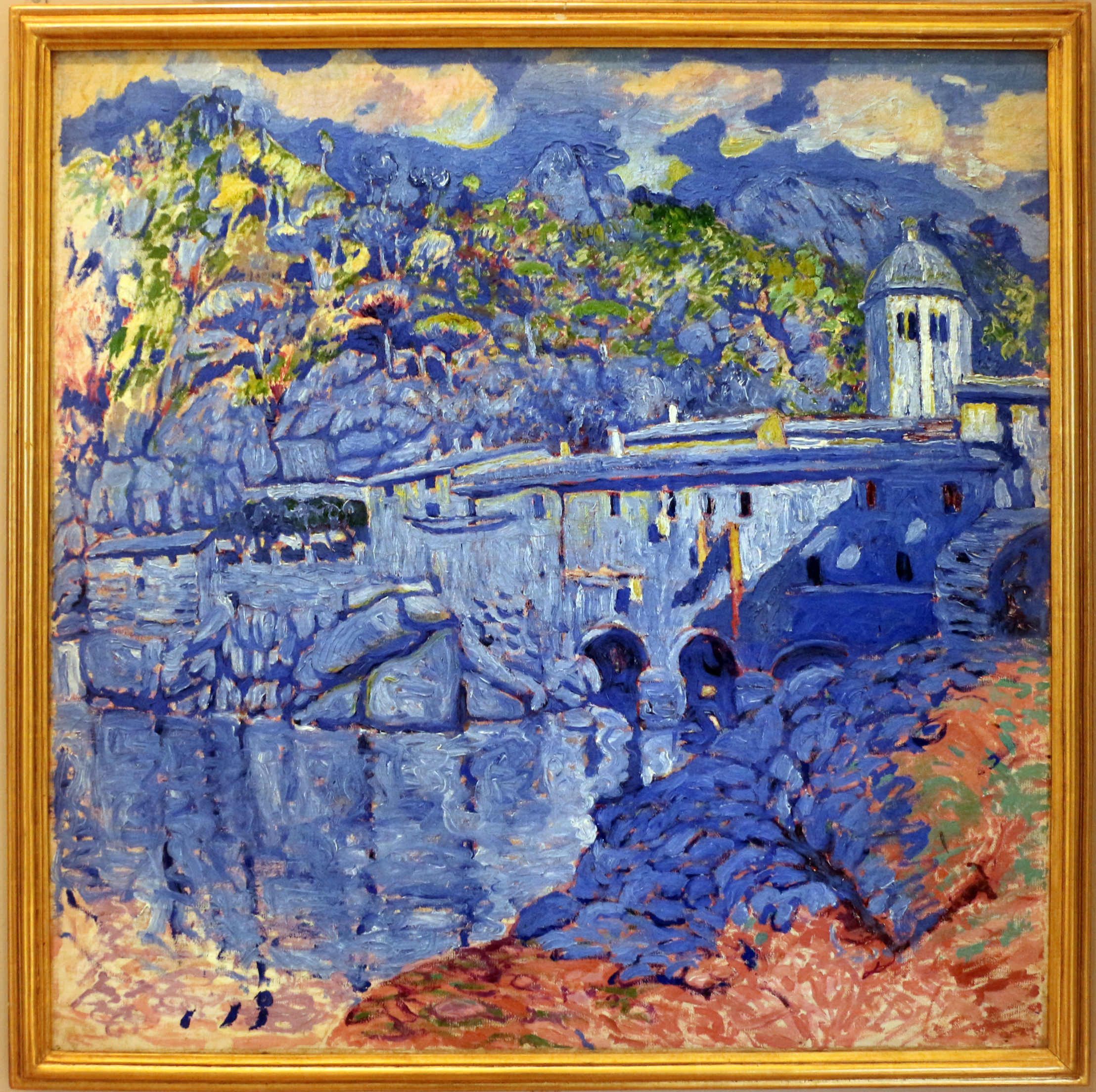
Rubaldo Merello, Alba di primavera a San Fruttuoso, 1920-22 ca
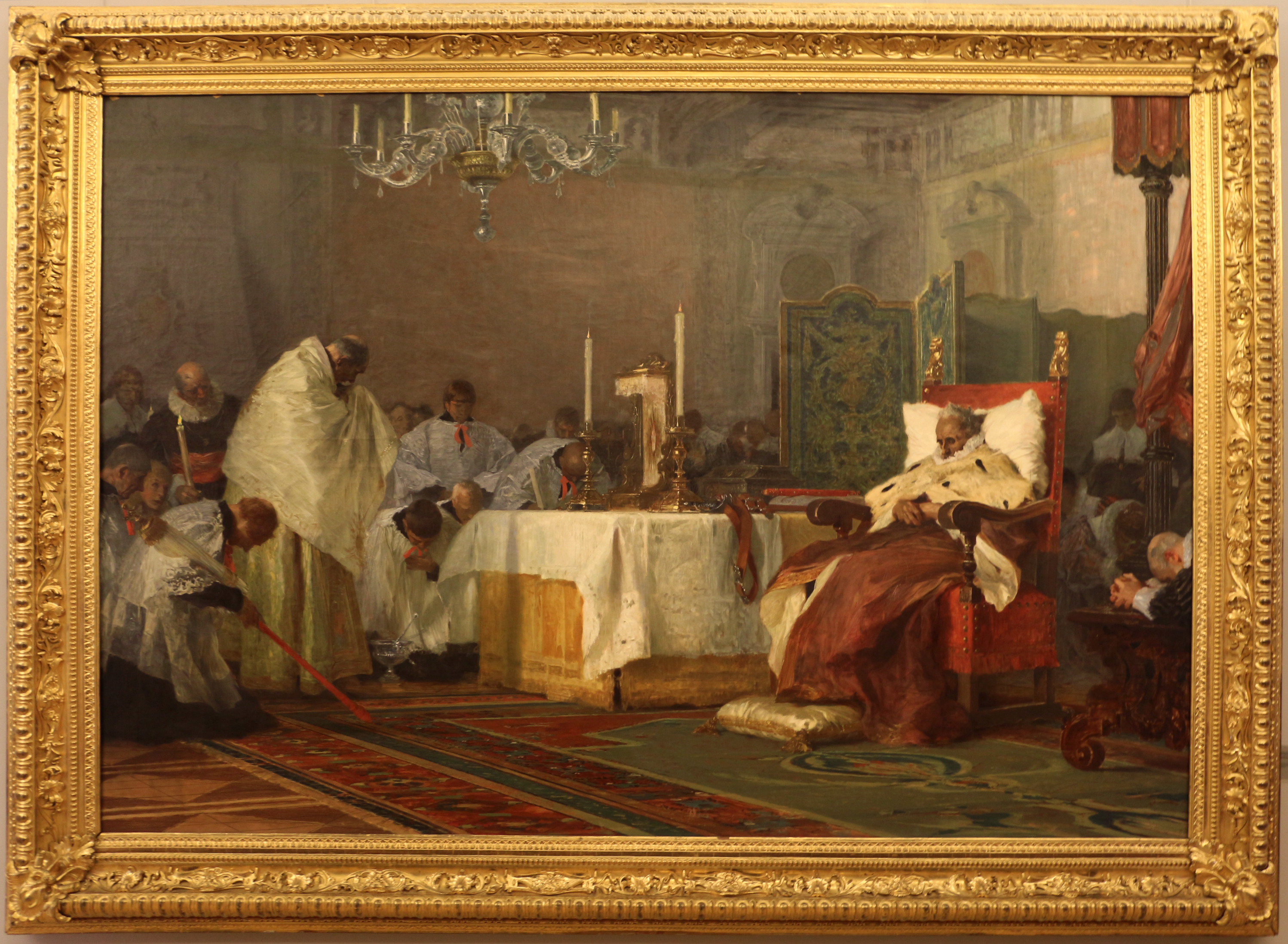
Nicolò Barabino, Morte di Carlo Emanuele I di Savoia, 1891
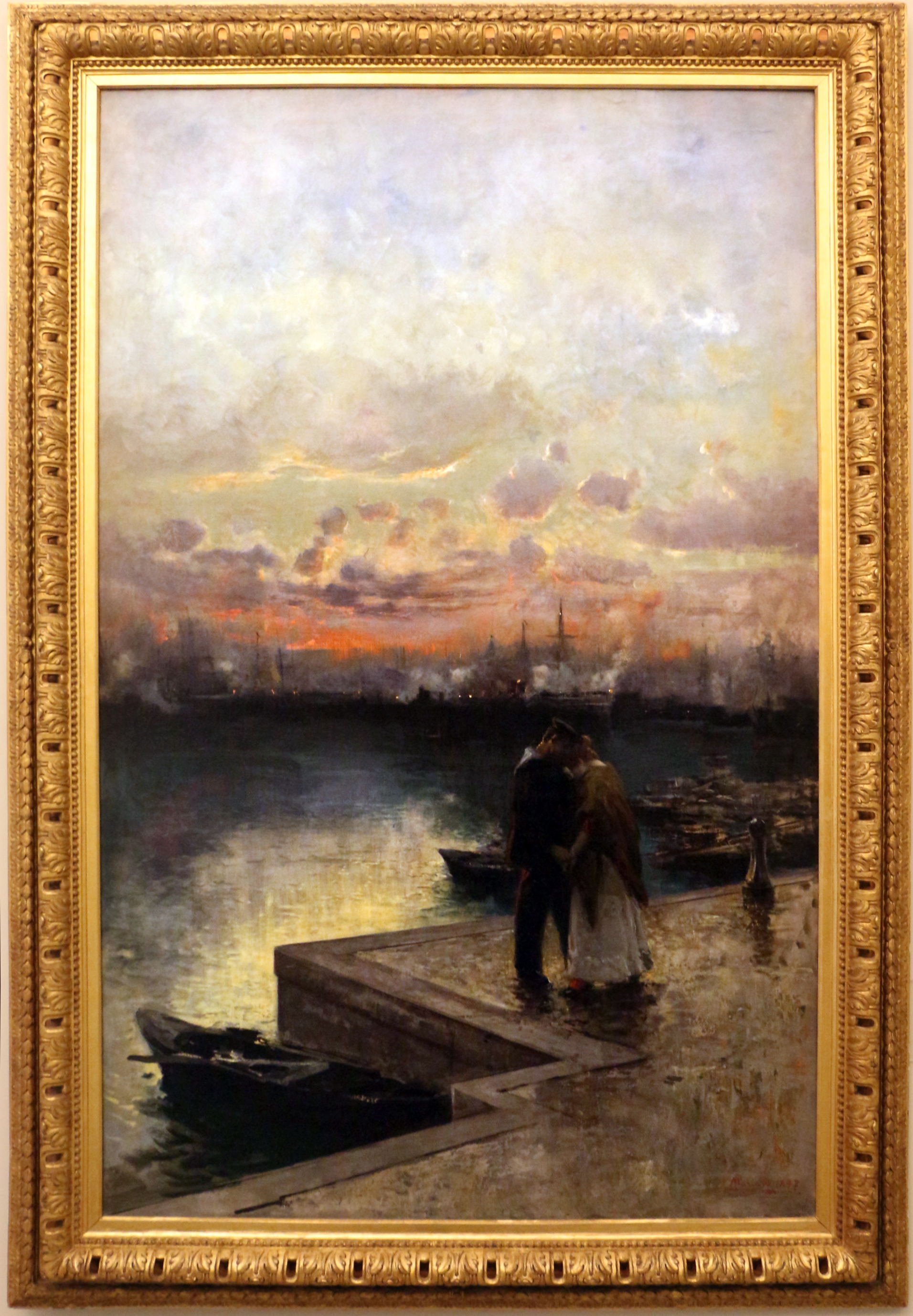
Pompeo Mariani, L'addio del marinaio
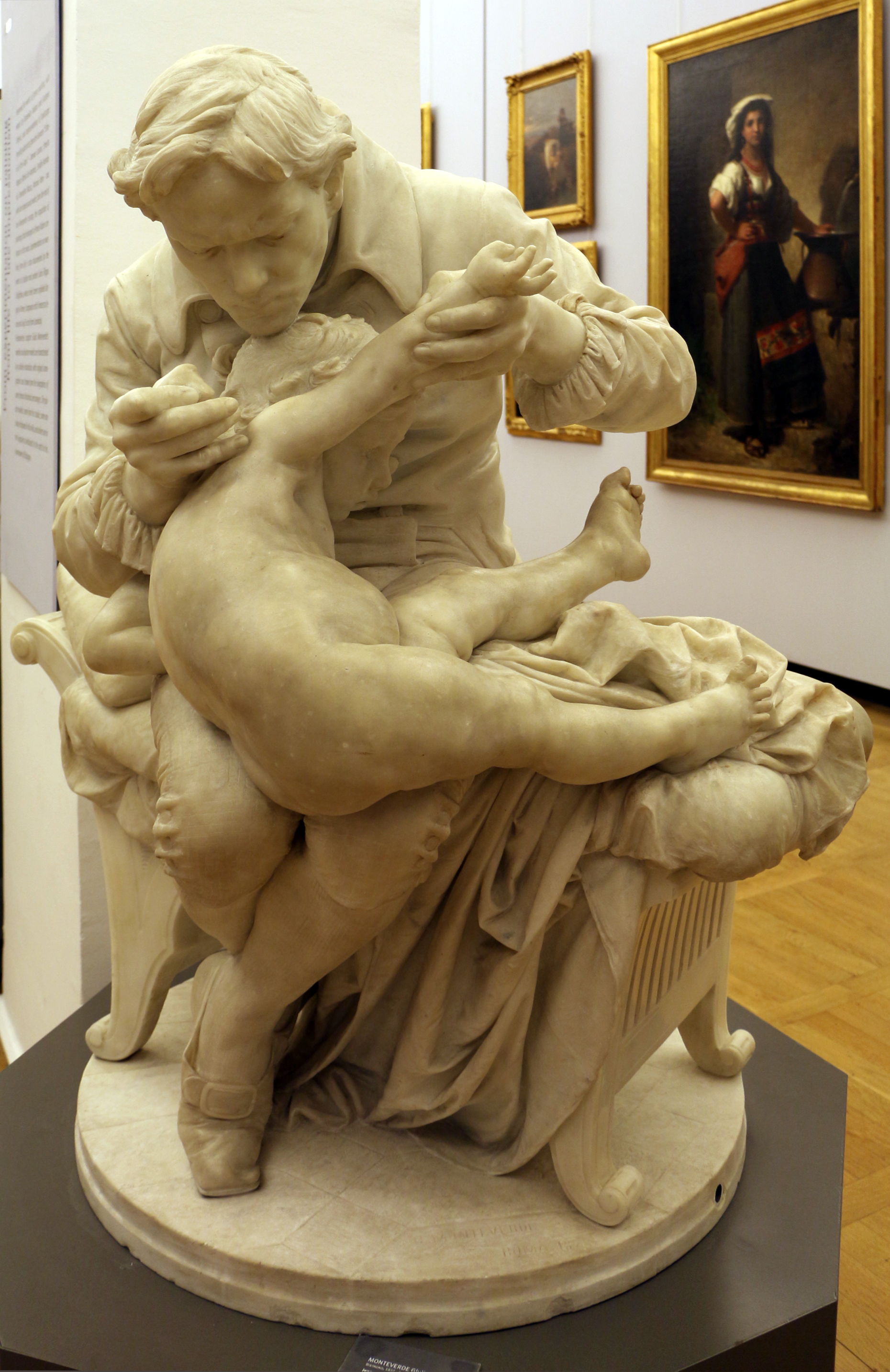
Giulio Monteverde, Jenner, 1878
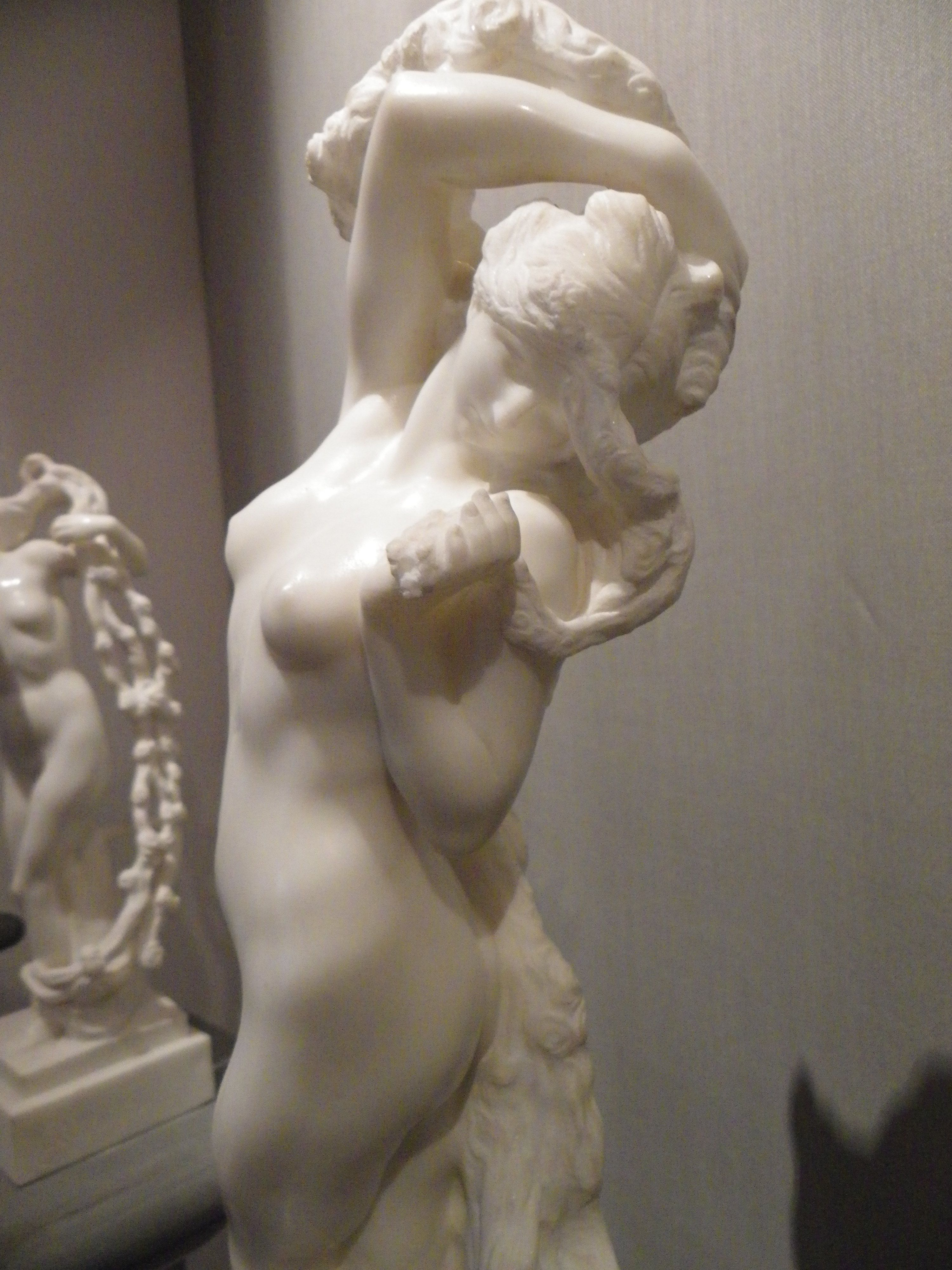
Leonardo Bistolfi (1859-1933), Il profumo, marmo
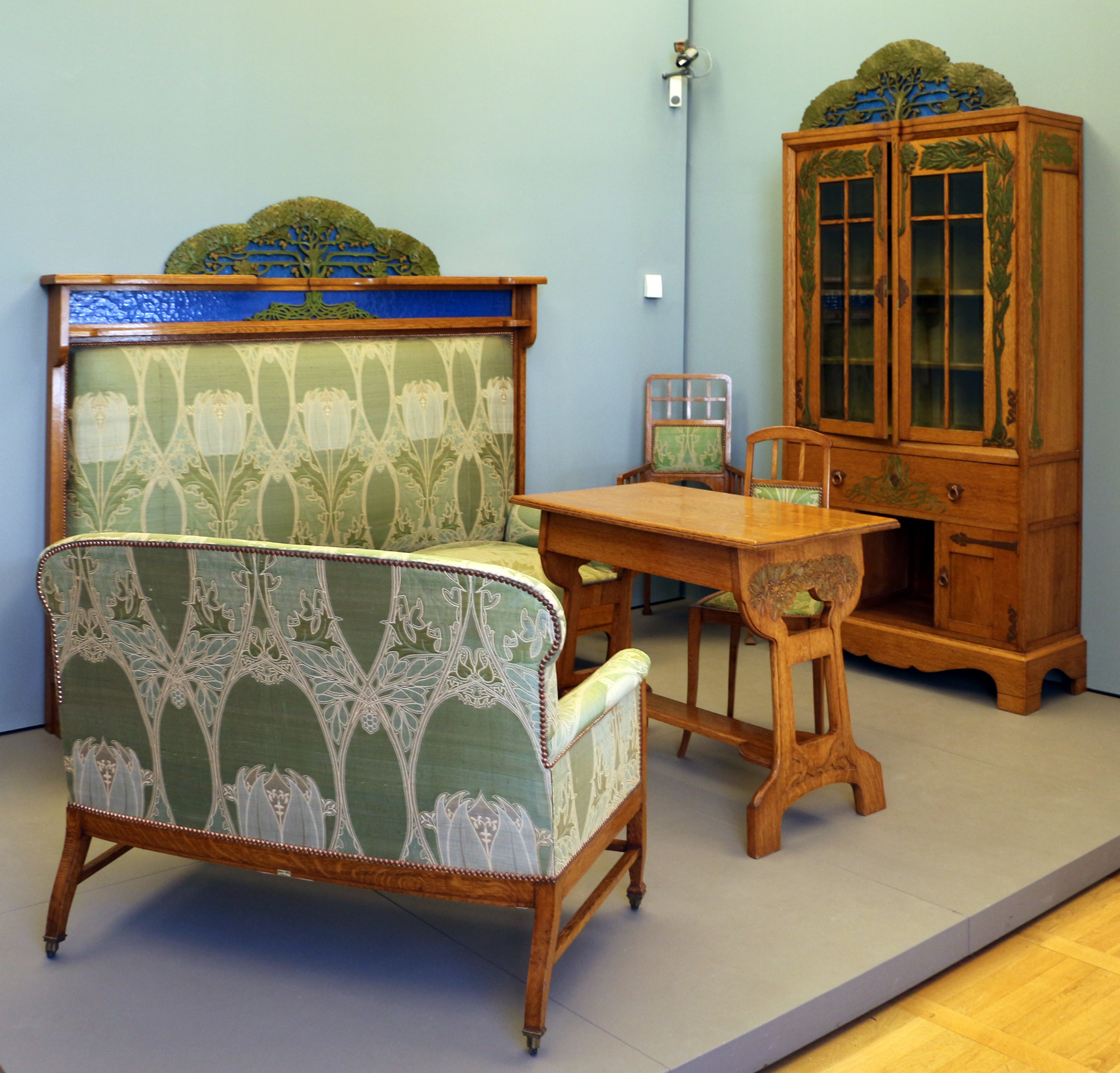
Alberto Issel, salotto, 1902 ca.
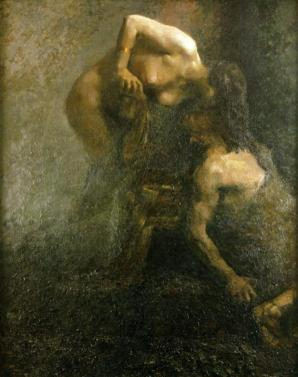
Giuseppe Amisani, Cleopatra lussuriosa, 1900